# System Sonneborna-Bergera
System Sonneborna-Bergera – uzupełniająca ocena jednakowych końcowych wyników dwóch lub więcej zawodników w turnieju szachowym, w którym zachodzi konieczność ustalenia ich kolejności.
System został zastosowany po raz pierwszy w 1886 i wprowadza tzw. punkty pomocnicze, które są odmiennie liczone dla turnieju indywidualnego i zawodów drużynowych.
- System Sonneborna-Bergera dla turnieju indywidualnego

Liczba punktów pomocniczych danego zawodnika składa się z sumy punktów końcowych tych zawodników, z którymi dany zawodnik wygrał oraz połowy punktów końcowych z którymi dany zawodnik zremisował.
- System Sonneborna-Bergera dla turnieju drużynowego

Liczba punktów pomocniczych drużyny wynosi sumę iloczynów punktów zdobytych przez drużyny przeciwników i rezultatów uzyskanych w spotkaniach z nimi.